# Goodwill Games 1986/Wasserspringen
Bei den Goodwill Games 1986 in Moskau wurden vier Wettbewerbe im Rahmen der Goodwill Games im Wasserspringen ausgetragen, jeweils zwei für Männer und Frauen.

## Ergebnisse

### Männer

#### Kunstspringen 3 m
| Platz | Athlet           | Land                            | Punkte |
| ----- | ---------------- | ------------------------------- | ------ |
| 1     | Nikolai Drozhzin | Sowjetunion                     | 646,14 |
| 2     | Kent Ferguson    | Vereinigte Staaten              | 643,32 |
| 3     | Li Deliang       | Volksrepublik China             | 622,86 |
| 4     | Aleksei Kogalev  | Sowjetunion                     | 615,45 |
| 5     | Doug Shaffer     | Vereinigte Staaten              | 600,81 |
| 6     | Rainer Punzel    | Deutsche Demokratische Republik | 567,93 |
| 7     | Ricardo Banuelos | Mexiko                          | 564,54 |
| 8     | John Nash        | Kanada                          | 548,58 |
| 9     | Craig Rogerson   | Australien                      | 532,44 |
| 10    | Shi Weidong      | Volksrepublik China             | 528,36 |
| 11    | Petar Georgiew   | Bulgarien                       | 514,77 |

#### Turmspringen 10 m
| Platz | Athlet                  | Land                | Punkte |
| ----- | ----------------------- | ------------------- | ------ |
| 1     | Sergei Gurylev          | Sowjetunion         | 609,30 |
| 2     | Dan Watson              | Vereinigte Staaten  | 593,34 |
| 3     | Gao Feng                | Volksrepublik China | 569,55 |
| 4     | Gennady Starodubtsev    | Sowjetunion         | 566,46 |
| 5     | Li Deliang              | Volksrepublik China | 559,20 |
| 6     | Kent Ferguson           | Vereinigte Staaten  | 546,09 |
| 7     | John Nash               | Kanada              | 510,90 |
| 8     | Craig Rogerson          | Australien          | 502,92 |
| 9     | Detlef Hert             | BR Deutschland      | 498,93 |
| 10    | Ricardo Banuelos        | Mexiko              | 497,27 |
| 11    | Lulus Sed. Eka Setiawan | Indonesien          | 385,65 |

### Frauen

#### Kunstspringen 3 m
| Platz | Athlet                 | Land                            | Punkte |
| ----- | ---------------------- | ------------------------------- | ------ |
| 1     | Brita Baldus           | Deutsche Demokratische Republik | 493,02 |
| 2     | Lin Jianqing           | Volksrepublik China             | 492,24 |
| 3     | Schanna Zyrulnykowa    | Sowjetunion                     | 476,64 |
| 4     | Tristan Baker          | Vereinigte Staaten              | 476,07 |
| 5     | Lin Xiaoni             | Volksrepublik China             | 472,81 |
| 6     | Katrin Bensing         | Deutsche Demokratische Republik | 464,31 |
| 7     | Michele Mitchell       | Vereinigte Staaten              | 461,40 |
| 8     | Khandemarija Grecka    | Tschechoslowakei                | 452,22 |
| 9     | Marina Babkowa         | Sowjetunion                     | 441,75 |
| 10    | Jennifer Donnet        | Australien                      | 416,55 |
| 11    | Regina Döbrich-Zweifel | BR Deutschland                  | 414,24 |
| 12    | Elke Heinrichs         | BR Deutschland                  | 396,24 |
| 13    | Maryastuti Dwi         | Indonesien                      | 273,78 |

#### Turmspringen 10 m
| Platz | Athlet                   | Land                            | Punkte |
| ----- | ------------------------ | ------------------------------- | ------ |
| 1     | Anschela Stassjulewitsch | Sowjetunion                     | 450,48 |
| 2     | Olga Blinova             | Sowjetunion                     | 424,23 |
| 3     | Michele Mitchell         | Vereinigte Staaten              | 414,63 |
| 4     | Wendy Wyland             | Vereinigte Staaten              | 399,84 |
| 5     | Guan Xieqin              | Volksrepublik China             | 396,12 |
| 6     | Liu Hongxin              | Volksrepublik China             | 391,50 |
| 7     | Khana Novotna            | Tschechoslowakei                | 368,31 |
| 8     | Silke Abicht             | Deutsche Demokratische Republik | 366,39 |
| 9     | Elke Heinrichs           | BR Deutschland                  | 356,25 |
| 10    | María José Alcalá        | Mexiko                          |        |

## Medaillenspiegel Wasserspringen
| Medaillenspiegel Wasserspringen | Medaillenspiegel Wasserspringen | Medaillenspiegel Wasserspringen | Medaillenspiegel Wasserspringen | Medaillenspiegel Wasserspringen | Medaillenspiegel Wasserspringen |
| Platz                           | Land                            | G                               | S                               | B                               | Gesamt                          |
| ------------------------------- | ------------------------------- | ------------------------------- | ------------------------------- | ------------------------------- | ------------------------------- |
| 1                               | Sowjetunion                     | 3                               | 1                               | 1                               | 5                               |
| 2                               | Deutsche Demokratische Republik | 1                               | –                               | –                               | 1                               |
| 3                               | Vereinigte Staaten              | –                               | 2                               | 1                               | 3                               |
| 4                               | Volksrepublik China             | –                               | 1                               | 2                               | 3                               |